# Volleyball-Europameisterschaft der Frauen 2013/Teilnehmer
An der Volleyball-Europameisterschaft der Frauen 2013 nahmen 16 Mannschaften teil. Jede Mannschaft bestand aus vierzehn Spielerinnen.

## Gruppe A

### Deutschland
| Name                                                                                               | Nr. | Größe  | Geburtsdatum  | Position | Verein                           |
| -------------------------------------------------------------------------------------------------- | --- | ------ | ------------- | -------- | -------------------------------- |
| Heike Beier                                                                                        | 12  | 1,84 m | 9. Dez. 1983  | AA       | Aluprof Bielsko-Biała            |
| Anja Brandt                                                                                        | 5   | 1,95 m | 15. Feb. 1990 | MB       | Schweriner SC                    |
| Maren Brinker                                                                                      | 4   | 1,84 m | 10. Juli 1986 | AA       | Impel Wrocław                    |
| Lenka Dürr                                                                                         | 1   | 1,71 m | 10. Dez. 1990 | L        | Igtisadchi Baku                  |
| Christiane Fürst                                                                                   | 11  | 1,92 m | 29. März 1985 | MB       | Vakıfbank Güneş Sigorta İstanbul |
| Jennifer Geerties                                                                                  | 6   | 1,86 m | 5. Apr. 1994  | AA       | Rote Raben Vilsbiburg            |
| Lisa Izquierdo                                                                                     | 20  | 1,78 m | 29. Aug. 1994 | L        | Dresdner SC                      |
| Denise Hanke                                                                                       | 3   | 1,79 m | 31. Aug. 1989 | Z        | Eczacıbaşı Istanbul              |
| Saskia Hippe                                                                                       | 13  | 1,85 m | 16. Jan. 1991 | D        | Schweriner SC                    |
| Margareta Kozuch                                                                                   | 14  | 1,85 m | 30. Okt. 1986 | AA       |                                  |
| Jana-Franziska Poll                                                                                | 7   | 1,85 m | 7. Mai 1988   | AA       | Schweriner SC                    |
| Corina Ssuschke-Voigt                                                                              | 9   | 1,89 m | 9. Mai 1983   | MB       |                                  |
| Lisa Thomsen                                                                                       | 15  | 1,72 m | 20. Aug. 1985 | AA       |                                  |
| Kathleen Weiß                                                                                      | 2   | 1,71 m | 2. Feb. 1984  | Z        | Foppapedretti Bergamo            |
| Trainer: Giovanni Guidetti , * 20. September 1972; Co-Trainer: Felix Koslowski , * 2. Februar 1984 |     |        |               |          |                                  |

### Niederlande
| Name                                             | Nr. | Größe  | Geburtsdatum  | Position | Verein                   |
| ------------------------------------------------ | --- | ------ | ------------- | -------- | ------------------------ |
| Yvon Beliën                                      | 3   | 1,88 m | 28. Dez. 1993 | MB       | VC Weert                 |
| Anne Buijs                                       | 11  | 1,91 m | 2. Dez. 1991  | AA       | Yamamay Busto Arsizio    |
| Robin de Kruijf                                  | 5   | 1,93 m | 5. Mai 1991   | MB       | Dresdner SC              |
| Laura Dijkema                                    | 14  | 1,84 m | 18. Feb. 1990 | Z        | Halkbank Ankara          |
| Manon Flier                                      | 12  | 1,92 m | 8. Feb. 1984  | D        | Azerrail Baku            |
| Maret Grothues                                   | 6   | 1,80 m | 16. Sep. 1988 | AA       | Lokomotiv Baku           |
| Kirsten Knip                                     | 19  | 1,76 m | 14. Sep. 1992 | L        | Sliedrecht Sport         |
| Judith Pietersen                                 | 8   | 1,86 m | 3. Juli 1989  | D        | Dresdner SC              |
| Celeste Plak                                     | 4   | 1,90 m | 26. Okt. 1995 | AA       | VV Alterno Apeldoorn     |
| Kim Renkema                                      | 16  | 1,79 m | 28. Juni 1987 | AA       | Riso Scotti Volley Pavia |
| Quinta Steenbergen                               | 7   | 1,89 m | 2. Apr. 1985  | MB       | Schweriner SC            |
| Femke Stoltenborg                                | 2   | 1,90 m | 30. Juli 1991 | Z        | Ladies in Black Aachen   |
| Trainer: Gido Vermeulen ; Co-Trainer: Ralph Post |     |        |               |          |                          |

### Spanien
| Name                                                          | Nr. | Größe  | Geburtsdatum  | Position | Verein                       |
| ------------------------------------------------------------- | --- | ------ | ------------- | -------- | ---------------------------- |
| Silvia Araco                                                  | 2   | 1,70 m | 12. Aug. 1989 | Z        | CV Haro                      |
| Patricia Aranda Munoz                                         | 9   | 1,82 m | 27. Juni 1979 | Z        | Béziers Volley               |
| Diana Castaño Sarrias                                         | 10  | 1,70 m | 5. Apr. 1983  | L        | Dauphines Charleroi          |
| Milagros Collar                                               | 5   | 1,84 m | 15. Apr. 1988 | D        | Rocheville Le Cannet         |
| Anna Mirtha Correa Esteban                                    | 6   | 1,87 m | 19. Jan. 1985 | MB       | Béziers Volley               |
| Mireya Delgado Garcia                                         | 15  | 1,80 m | 5. Nov. 1991  | AA       | SES Calais                   |
| Maria Isabel Fernandez Conde                                  | 3   | 1,94 m | 6. Sep. 1982  | MB       | CV Murillo                   |
| Encarnacion Garcia Bonilla                                    | 11  | 1,81 m | 4. Okt. 1979  | MB       | Ucam Murcia                  |
| Rocio Gomez Lopez                                             | 1   | 1,89 m | 30. Dez. 1987 | D        | Vocy Jeunes Sodraep Farciens |
| Jessica Rivero                                                | 16  | 1,80 m | 15. März 1995 | AA       | CV Haro                      |
| Diana Sanchez                                                 | 8   | 1,80 m | 7. März 1977  | AA       | CV Jamper Aguere La Laguna   |
| Maria Segura                                                  | 17  | 1,82 m | 10. Juni 1992 | AA       | FC Barcelona                 |
| Trainer: Francisco Manuel Hervas ; Co-Trainer: Pascual Saurin |     |        |               |          |                              |

### Türkei
| Name                       | Nr. | Größe  | Geburtsdatum  | Position | Verein                           |
| -------------------------- | --- | ------ | ------------- | -------- | -------------------------------- |
| Ergül Avcı                 | 5   | 1,90 m | 24. Juli 1987 | MB       | Galatasaray Istanbul             |
| Naz Aydemir                | 11  | 1,86 m | 14. Aug. 1990 | Z        | Vakıfbank Güneş Sigorta İstanbul |
| Dilara Bağcı               | 12  | 1,65 m | 2. Feb. 1994  | L        | Eczacıbaşı Istanbul              |
| Büşra Cansu                | 16  | 1,85 m | 16. Juli 1990 | MB       | Eczacıbaşı Istanbul              |
| Neslihan Demir             | 17  | 1,87 m | 9. Dez. 1983  | D        | Eczacıbaşı Istanbul              |
| Birgül Güler               | 4   | 1,78 m | 2. Mai 1990   | AA       | Bursa BBSK                       |
| Gizem Karadayı             | 3   | 1,78 m | 14. Jan. 1987 | L        | Vakıfbank Güneş Sigorta İstanbul |
| Aslı Kalaç                 | 2   | 1,83 m | 13. Dez. 1995 | MB       | Yesilyurt Istanbul               |
| Gözde Kırdar Sonsırma      | 10  | 1,83 m | 26. Juni 1985 | AA       | Vakıfbank Güneş Sigorta İstanbul |
| Özge Kırdar Çemberci       | 9   | 1,83 m | 26. Juni 1985 | AA       | Eczacıbaşı Istanbul              |
| Güldeniz Önal              | 1   | 1,78 m | 25. März 1986 | AA       | Vakıfbank Güneş Sigorta İstanbul |
| Seda Tokatlıoğlu           | 7   | 1,92 m | 25. Juni 1986 | D        | Fenerbahce Istanbul              |
| Bahar Toksoy               | 8   | 1,90 m | 6. Feb. 1988  | MB       | Vakıfbank Güneş Sigorta İstanbul |
| Uslupehlivan               | 6   | 1,93 m | 1990          | D        | Vakıfbank Güneş Sigorta İstanbul |
| Trainer: Massimo Barbolini |     |        |               |          |                                  |

## Gruppe B

### Belgien
| Name                                                  | Nr. | Größe  | Geburtsdatum  | Position | Verein                      |
| ----------------------------------------------------- | --- | ------ | ------------- | -------- | --------------------------- |
| Freya Aelbrecht                                       | 9   | 1,86 m | 10. Feb. 1990 | MB       | RC Cannes                   |
| Jasmien Biebauw                                       | 16  | 1,80 m | 24. Sep. 1990 | Z        | VC Oudegem                  |
| Angie Bland                                           | 12  | 1,82 m | 26. Apr. 1984 | MB       | Ladies in Black Aachen      |
| Nina Coolman                                          | 1   | 1,80 m | 25. Jan. 1991 | AA       | Asterix Kieldrecht          |
| Valérie Courtois                                      | 4   | 1,71 m | 1. Nov. 1990  | L        | VC Oudegem                  |
| Frauke Dirickx                                        | 3   | 1,85 m | 3. Jan. 1980  | Z        | Tauron MKS Dąbrowa Górnicza |
| Lore Gillis                                           | 19  | 1,88 m | 29. Nov. 1988 | D        | VC Oudegem                  |
| Laura Heyrman                                         | 5   | 1,86 m | 17. Mai 1993  | MB       | Dresdner SC                 |
| Charlotte Leys                                        | 6   | 1,86 m | 18. März 1989 | AA       | Tauron MKS Dąbrowa Górnicza |
| Hélène Rousseaux                                      | 14  | 1,88 m | 25. Sep. 1991 | AA       | Bank BPS Fakro Muszyna      |
| Britt Ruysschaert                                     | 2   | 1,74 m | 27. Mai 1994  | L        | Asterix Kieldrecht          |
| Els Vandesteene                                       | 11  | 1,86 m | 30. Mai 1987  | AA       | VT Aurubis Hamburg          |
| Ilka Van de Vyver                                     | 17  | 1,70 m | 26. Jan. 1993 | Z        | RC Cannes                   |
| Lise Van Hecke                                        | 10  | 1,85 m | 1. Juli 1992  | D        | Robur Tiboni Urbino         |
| Trainer: Gert Vandebroek , Co-Trainer: Kris Vansnick, |     |        |               |          |                             |

### Frankreich
| Name                                                       | Nr. | Größe  | Geburtsdatum  | Position | Verein                        |
| ---------------------------------------------------------- | --- | ------ | ------------- | -------- | ----------------------------- |
| Christina Bauer                                            | 4   | 1,96 m | 1. Jan. 1988  | MB       | Yamamay Busto Arsizio         |
| Élisabeth Fedèle                                           | 17  | 1,75 m | 11. Jan. 1994 | AA       | Rocheville Le Cannet          |
| Alexandra Jupiter                                          | 7   | 1,82 m | 11. März 1990 | AA       | Rocheville Le Cannet          |
| Myriam Kloster                                             | 1   | 1,88 m | 4. Aug. 1989  | MB       | Pays d’Aix Venelles VB        |
| Maëva Orlé                                                 | 10  | 1,83 m | 8. Mai 1991   | MB       | Rocheville Le Cannet          |
| Déborah Ortschitt                                          | 12  | 1,65 m | 10. Juni 1987 | L        | ASPTT Mulhouse                |
| Alexandra Rochelle                                         | 18  | 1,68 m | 14. Dez. 1983 | AA       | Béziers                       |
| Anna Rybaczewski                                           | 9   | 1,85 m | 23. März 1982 | AA       | Slodemka Legionovia Legionowo |
| Hélène Schleck                                             | 16  | 1,80 m | 13. Mai 1986  | AA       | Béziers                       |
| Astrid Souply                                              | 2   | 1,91 m | 21. Juli 1993 | AA       | Le Hainaut                    |
| Mallory Steux                                              | 14  | 1,70 m | 24. Okt. 1988 | Z        | Nantes                        |
| Leyla Tuifua                                               | 8   | 1,83 m | 17. Okt. 1986 | Z        | Vennelles                     |
| Trainer: Fabrice Vial , Co-Trainer: Philippe-Marie Salvan, |     |        |               |          |                               |

### Italien
| Name                                                            | Nr. | Größe  | Geburtsdatum  | Position | Verein                           |
| --------------------------------------------------------------- | --- | ------ | ------------- | -------- | -------------------------------- |
| Valentina Arrighetti                                            | 13  | 1,85 m | 26. Jan. 1985 | MB       | Yamamay Busto Arsizio            |
| Cristina Barcellini                                             | 2   | 1,83 m | 20. Nov. 1986 | AA       | Imoco Volley Conegliano          |
| Caterina Chiara Bosetti                                         | 9   | 1,77 m | 2. Feb. 1994  | AA       | Osasco Voleibol Clube            |
| Lucia Bosetti                                                   | 16  | 1,75 m | 9. Juli 1987  | AA       | Rebecchi Piacenza                |
| Letizia Camera                                                  | 4   | 1,75 m | 1. Okt. 1992  | Z        | Casalmaggiore                    |
| Cristina Chirichella                                            | 19  | 1,85 m | 10. Feb. 1994 | MB       | Robursport Pesaro                |
| Carolina Costagrande                                            | 18  | 1,87 m | 15. Okt. 1980 | AA       | Vakıfbank Güneş Sigorta İstanbul |
| Monica De Gennaro                                               | 6   | 1,72 m | 8. Jan. 1987  | L        | Imoco Volley Conegliano          |
| Valentina Diouf                                                 | 17  | 2,02 m | 10. Jan. 1993 | D        | Foppapedretti Bergamo            |
| Raphaela Folie                                                  | 10  | 1,86 m | 7. März 1991  | MB       | Foppapedretti Bergamo            |
| Alessia Gennari                                                 | 20  | 1,83 m | 3. Nov. 1991  | L        | Casalmaggiore                    |
| Martina Guiggi                                                  | 7   | 1,87 m | 1. Mai 1984   | MB       | Guandong Evergrande Guangzhou    |
| Noemi Signorile                                                 | 3   | 1,77 m | 15. Feb. 1990 | Z        | Robursport Pesaro                |
| Indre Sorokaite                                                 | 1   | 1,88 m | 2. Juli 1988  | AA       | Japan                            |
| Trainer: Marco Nazzareno Mencarelli , Co-Trainer: Paolo Tofoli, |     |        |               |          |                                  |

### Schweiz
| Name                                                  | Nr. | Größe  | Geburtsdatum  | Position | Verein                 |
| ----------------------------------------------------- | --- | ------ | ------------- | -------- | ---------------------- |
| Stéphanie Bannwart                                    | 10  | 1,84 m | 11. Jan. 1991 | Z        | VBC Voléro Zürich      |
| Tabea Dalliard                                        | 7   | 1,68 m | 18. Juli 1994 | L        | VFM Franches-Montagnes |
| Ines Granvorka                                        | 13  | 1,77 m | 13. Aug. 1991 | AA       | VBC Voléro Zürich      |
| Martina Halter                                        | 5   | 1,90 m | 9. Mai 1994   | MB       | FC Luzern              |
| Nadine Jenny                                          | 9   | 1,74 m | 13. Juni 1990 | L        | VBC Voléro Zürich      |
| Marina Kühner                                         | 16  | 1,81 m | 26. Apr. 1991 | AA       | Volley Köniz           |
| Kristel Marbach                                       | 1   | 1,80 m | 14. Nov. 1988 | Z        | VBC Voléro Zürich      |
| Mélanie Pauli                                         | 12  | 1,62 m | 5. Mai 1980   | L        | Volley Köniz           |
| Patricia Schauss                                      | 6   | 1,88 m | 14. Mai 1988  | MB       | VBC Voléro Zürich      |
| Laura Sirucek                                         | 3   | 1,77 m | 5. Apr. 1990  | AA       | VC Kanti Schaffhausen  |
| Elena Steinemann                                      | 4   | 1,78 m | 8. Dez. 1994  | AA       | VC Kanti Schaffhausen  |
| Sandra Stocker                                        | 8   | 1,86 m | 26. Dez. 1987 | MB       | Sagres Neuchatel       |
| Laura Unternährer                                     | 17  | 1,77 m | 11. Juli 1993 | AA       | VBC Voléro Zürich      |
| Mandy Wigger                                          | 11  | 1,91 m | 4. Mai 1987   | D        | Volley Köniz           |
| Trainer: Svetlana Ilić , Co-Trainer: Timothy Lippuner |     |        |               |          |                        |

## Gruppe C

### Aserbaidschan
| Name                                                        | Nr. | Größe  | Geburtsdatum  | Position | Verein         |
| ----------------------------------------------------------- | --- | ------ | ------------- | -------- | -------------- |
| Ayshan Abdulazimova                                         | 6   | 1,84 m | 11. Apr. 1993 | MB       | Lokomotiv Baku |
| Odina Aliyeva                                               | 5   | 1,83 m | 22. Mai 1990  | D        | Baki Baku      |
| Natavan Gasimova                                            | 8   | 1,77 m | 8. Juli 1985  | Z        | Baki Baku      |
| Anastasiya Gurbanova                                        | 3   | 1,88 m | 4. Dez. 1989  | AA       | Baki Baku      |
| Shefagat Habibova                                           | 18  | 1,78 m | 3. Aug. 1991  | Z        | Baki Baku      |
| Aynur Karimova                                              | 15  | 1,86 m | 7. Dez. 1988  | MB       | Baki Baku      |
| Oksana Kiselyova                                            | 16  | 1,76 m | 30. Mai 1992  | D        | Baki Baku      |
| Valeriya Korotenko                                          | 12  | 1,74 m | 29. Jan. 1984 | L        | Azerrail Baku  |
| Kseniya Kovalenko                                           | 2   | 1,90 m | 21. Nov. 1986 | MB       | Lokomotiv Baku |
| Natalya Mammadova                                           | 9   | 1,95 m | 2. Dez. 1984  | AA       | Ornichka Omsk  |
| Yelena Parkhomenko                                          | 7   | 1,86 m | 11. Sep. 1982 | MB       | Baki Baku      |
| Polina Rahimova                                             | 17  | 1,98 m | 5. Juni 1990  | AA       | Azerrail Baku  |
| Trainer: Faig Garayev , Co-Trainer: Alexander Tscherwjakow, |     |        |               |          |                |

### Kroatien
| Name                                              | Nr. | Größe  | Geburtsdatum  | Position | Verein                    |
| ------------------------------------------------- | --- | ------ | ------------- | -------- | ------------------------- |
| Jelena Alajbeg                                    | 17  | 1,84 m | 1. Okt. 1990  | D        | VBC Voléro Zürich         |
| Bernarda Brcic                                    | 15  | 1,90 m | 12. Mai 1991  | Z        | ZOK Rijeka                |
| Bernarda Ćutuk                                    | 7   | 1,88 m | 22. Dez. 1990 | MB       | SC Potsdam                |
| Samantha Fabris                                   | 13  | 1,90 m | 8. Feb. 1992  | D        | Chieri Volley Club        |
| Ana Grbac                                         | 2   | 1,86 m | 23. März 1988 | Z        | Azerrail Baku             |
| Mia Jerkov                                        | 8   | 1,90 m | 5. Dez. 1982  | AA       | VK Uralotschka-NTMK       |
| Martina Malevic                                   | 16  | 1,70 m | 7. Dez. 1990  | L        | Amiens Longeau            |
| Ivana Milos                                       | 10  | 1,88 m | 7. März 1986  | MB       | Soc. Dil. Volley 2002 SRL |
| Maja Poljak                                       | 18  | 1,92 m | 2. Mai 1983   | MB       | Eczacıbaşı Istanbul       |
| Sanja Popović                                     | 11  | 1,86 m | 31. Mai 1984  | D        | Bank BPS Fakro Muszyna    |
| Mira Topić                                        | 6   | 1,89 m | 2. Juni 1983  | AA       | Tyzmen                    |
| Senna Ušić Jogunica                               | 1   | 1,88 m | 14. Mai 1986  | AA       | Eczacıbaşı Istanbul       |
| Trainer: Igor Lovrinov , Co-Trainer: Alen Pavačić |     |        |               |          |                           |

### Russland
| Name                                                                       | Nr. | Größe  | Geburtsdatum  | Position | Verein                 |
| -------------------------------------------------------------------------- | --- | ------ | ------------- | -------- | ---------------------- |
| Natalja Jewgenjewna Dianskaja                                              | 14  | 1,86 m | 7. März 1989  | MB       | VK Dynamo Krasnodar    |
| Darja Leonidowna Issajewa                                                  | 3   | 1,86 m | 29. März 1990 | D        | Fakel Nowy Urengoi     |
| Tatjana Sergejewna Koschelewa                                              | 15  | 1,91 m | 23. Dez. 1988 | AA       | VK Dynamo Moskau       |
| Swetlana Walentinowna Krjutschkowa                                         | 7   | 1,74 m | 21. Feb. 1985 | L        | VK Dynamo Krasnodar    |
| Anna Nikolajewna Malowa                                                    | 19  | 1,75 m | 16. Apr. 1990 | L        | Ufimotschka-UNGTU      |
| Natalja Nikolajewna Malych                                                 | 17  | 1,87 m | 8. Dez. 1993  | D        | VK Saretschje Odinzowo |
| Anna Anatoljewna Matijenko                                                 | 6   | 1,82 m | 12. Juli 1981 | Z        | VK Dynamo Krasnodar    |
| Julija Konstantinowna Morosowa                                             | 16  | 1,92 m | 8. Jan. 1985  | MB       | VK Dynamo Moskau       |
| Natalija Olegowna Gontscharowa                                             | 8   | 1,94 m | 1. Juni 1989  | D        | VK Dynamo Moskau       |
| Jekaterina Wadimowna Pankowa                                               | 10  | 1,78 m | 2. Feb. 1990  | Z        | VK Saretschje Odinzowo |
| Alexandra Arkadjewna Passynkowa                                            | 5   | 1,90 m | 14. Apr. 1987 | AA       | VK Uralotschka-NTMK    |
| Irina Wladimirowna Sarjaschko                                              | 4   | 1,96 m | 4. Okt. 1991  | MB       | VK Uralotschka-NTMK    |
| Anastassija Sergejewna Schljachowaja                                       | 20  | 1,92 m | 5. Okt. 1990  | MB       | Omitschka Omsk         |
| Wiktorija Dmitrijewna Tschaplina                                           | 11  | 1,88 m | 23. Dez. 1988 | AA       | VK Uralotschka-NTMK    |
| Trainer: Juri Maritschew , Co-Trainer: Igor Kurnossow, Konstantin Uschakow |     |        |               |          |                        |

### Weißrussland
| Name                                                     | Nr. | Größe  | Geburtsdatum  | Position | Verein                          |
| -------------------------------------------------------- | --- | ------ | ------------- | -------- | ------------------------------- |
| Anschalika Baryssewitsch                                 | 16  | 1,92 m | 20. Juli 1995 | MB       | Njoman Hrodna                   |
| Alena Burak                                              | 14  | 1,77 m | 3. Juli 1993  | L        | Mintschanka Minsk               |
| Anastassija Harelik                                      | 6   | 1,84 m | 20. März 1991 | AA       | Mintschanka Minsk               |
| Wiktoryja Jemjaljantschyk                                | 13  | 1,83 m | 30. Jan. 1989 | AA       | Njoman Hrodna                   |
| Anna Kalinowskaja                                        | 4   | 1,89 m | 17. Mai 1985  | MB       | VfB 91 Suhl                     |
| Wera Klimowitsch                                         | 5   | 1,85 m | 29. Apr. 1988 | MB       | Lokomotiv Baku                  |
| Nadseja Malassaj                                         | 12  | 1,82 m | 14. Dez. 1990 | AA       | Atlant Baranawitschy            |
| Tazzjana Markewitsch                                     | 15  | 1,85 m | 25. März 1988 | AA       | RC Cannes                       |
| Kryszina Michajlenka                                     | 17  | 1,88 m | 26. März 1992 | D        | CWKS Legia Warschau             |
| Wolha Paltscheuskaja                                     | 2   | 1,83 m | 6. Dez. 1984  | Z        | Lokomotiv Baku                  |
| Wolha Pauljukouskaja                                     | 10  | 1,71 m | 13. Juli 1988 | L        | AZS Politechnika Śląska Gliwice |
| Hanna Schautschenka                                      | 7   | 1,86 m | 14. Jan. 1979 | MB       | Mintschanka Minsk               |
| Maryna Tumas                                             | 1   | 1,88 m | 17. Sep. 1984 | D        | İller Bankası Ankara            |
| Natallja Zupranawa                                       | 9   | 1,82 m | 28. Juli 1988 | Z        | Mintschanka Minsk               |
| Trainer: Viktar Hantscharou , Co-Trainer: Yauhen Anzypau |     |        |               |          |                                 |

## Gruppe D

### Bulgarien
| Name                                                  | Nr. | Größe  | Geburtsdatum  | Position | Verein                  |
| ----------------------------------------------------- | --- | ------ | ------------- | -------- | ----------------------- |
| Marija Filipowa                                       | 13  | 1,78 m | 10. Sep. 1982 | L        | Lokomotiv Baku          |
| Straschimira Filipowa                                 | 17  | 1,96 m | 18. Aug. 1985 | MB       | VK Uralotschka-NTMK     |
| Marija Karakaschewa                                   | 12  | 1,82 m | 27. Okt. 1988 | AA       | CSM Bukarest            |
| Lora Kitipowa                                         | 4   | 1,82 m | 19. Mai 1991  | Z        | Allianz MTV Stuttgart   |
| Gabriela Koewa                                        | 7   | 1,85 m | 25. Juli 1989 | MB       | Beşiktaş Istanbul       |
| Slawina Kolewa                                        | 14  | 1,83 m | 22. Nov. 1986 | AA       | Kazanlak Volej          |
| Diana Nenowa                                          | 1   | 1,80 m | 16. Apr. 1985 | Z        | Lokomotiv Baku          |
| Dessislava Nikolowa                                   | 2   | 1,84 m | 21. Dez. 1991 | AA       | Volley Soverato         |
| Emilija Nikolowa                                      | 18  | 1,86 m | 26. Dez. 1991 | D        | Imoco Volley Conegliano |
| Dobriana Rabadschiewa                                 | 5   | 1,90 m | 14. Juni 1991 | AA       | Rabita Baku             |
| Christina Russewa                                     | 11  | 1,90 m | 1. Okt. 1991  | MB       | ZSKA Sofia              |
| Zwetelina Sarkowa                                     | 6   | 1,87 m | 18. Dez. 1986 | MB       | VK Prostějov            |
| Schana Todorowa                                       | 15  | 1,73 m | 6. Jan. 1997  | L        | VK Mariza Plowdiw       |
| Eliza Wassilewa                                       | 16  | 1,90 m | 13. Mai 1990  | AA       | Vôlei Amil Campinas     |
| Trainer: Marcello Abbondanza , Co-Trainer: Dimo Tonew |     |        |               |          |                         |

### Polen
| Name                                                 | Nr. | Größe  | Geburtsdatum  | Position | Verein                      |
| ---------------------------------------------------- | --- | ------ | ------------- | -------- | --------------------------- |
| Zuzanna Efimienko                                    | 8   | 1,97 m | 8. Aug. 1989  | MB       | Imoco Volley Conegliano     |
| Joanna Kaczor                                        | 7   | 1,91 m | 16. Sep. 1984 | D        | Tauron MKS Dąbrowa Górnicza |
| Agnieszka Kakolewska                                 | 15  | 1,97 m | 17. Okt. 1994 | MB       | Energetyk Poznań            |
| Kinga Kasprzak                                       | 11  | 1,88 m | 12. Juni 1987 | AA       | Bank BPS Fakro Muszyna      |
| Katarzyna Konieczna                                  | 18  | 1,84 m | 22. März 1985 | D        | Impel Wrocław               |
| Paulina Maj                                          | 13  | 1,66 m | 22. März 1987 | L        | Bank BPS Fakro Muszyna      |
| Monika Martalek                                      | 19  | 1,87 m | 14. Mai 1990  | MB       | PTPS Pila                   |
| Dorota Medynska                                      | 1   | 1,68 m | 25. Apr. 1993 | L        | Impel Wrocław               |
| Milena Radecka                                       | 12  | 1,77 m | 18. Okt. 1984 | Z        | Azerrail Baku               |
| Karolina Różycka                                     | 3   | 1,83 m | 28. Juni 1985 | AA       | Yesilyurt Istanbul          |
| Ewelina Sieczka                                      | 9   | 1,82 m | 26. Jan. 1988 | AA       | Aluprof Bielsko-Biała       |
| Katarzyna Skowrońska-Dolata                          | 17  | 1,89 m | 30. Juni 1983 | D        | China                       |
| Maja Tokarska                                        | 2   | 1,94 m | 22. Feb. 1991 | D        | Tauron MKS Dąbrowa Górnicza |
| Joanna Wołosz                                        | 14  | 1,81 m | 7. Apr. 1990  | Z        | Aluprof Bielsko-Biała       |
| Trainer: Piotr Makowski , Co-Trainer: Maciej Kosmol, |     |        |               |          |                             |

### Serbien
| Name                                                  | Nr. | Größe  | Geburtsdatum  | Position | Verein                           |
| ----------------------------------------------------- | --- | ------ | ------------- | -------- | -------------------------------- |
| Ana Bjelica                                           | 13  | 1,90 m | 3. Apr. 1992  | D        | Roter Stern Belgrad              |
| Jovana Brakočević                                     | 2   | 1,96 m | 5. März 1988  | D        | Vakıfbank Güneş Sigorta İstanbul |
| Suzana Ćebić                                          | 18  | 1,67 m | 9. Nov. 1984  | L        | Rabita Baku                      |
| Nataša Krsmanović                                     | 5   | 1,88 m | 19. Juni 1985 | MB       | Rabita Baku                      |
| Jasna Majstorović                                     | 19  | 1,81 m | 23. Apr. 1984 | L        | CSV 2004 Tomis Constanța         |
| Sanja Malagurski                                      | 3   | 1,93 m | 8. Juni 1990  | AA       | MC-Carnaghi Villa Cortese        |
| Tijana Malešević                                      | 6   | 1,84 m | 18. März 1991 | AA       | VBC Voléro Zürich                |
| Brankica Mihajlović                                   | 9   | 1,89 m | 13. Apr. 1991 | AA       | VBC Voléro Zürich                |
| Brižitka Molnar                                       | 7   | 1,82 m | 28. Juli 1985 | AA       | Galatasaray Istanbul             |
| Jelena Nikolić                                        | 12  | 1,94 m | 13. Apr. 1982 | AA       | Vakıfbank Güneş Sigorta İstanbul |
| Maja Ognjenović                                       | 10  | 1,83 m | 6. Aug. 1984  | Z        | Impel Wrocław                    |
| Milena Rašić                                          | 16  | 1,93 m | 25. Okt. 1990 | MB       | RC Cannes                        |
| Stefana Veljković                                     | 11  | 1,90 m | 9. Jan. 1990  | MB       | MC-Carnaghi Villa Cortese        |
| Bojana Živković                                       | 4   | 1,85 m | 29. März 1988 | Z        | VBC Voléro Zürich                |
| Trainer: Zoran Terzić , Co-Trainer: Branko Kovačević, |     |        |               |          |                                  |

### Tschechien
| Name                                                  | Nr. | Größe  | Geburtsdatum  | Position | Verein                      |
| ----------------------------------------------------- | --- | ------ | ------------- | -------- | --------------------------- |
| Veronika Dostálová                                    | 11  | 1,70 m | 7. Apr. 1992  | AA       | PVK Olymp Prag              |
| Aneta Havlíčková                                      | 4   | 1,90 m | 3. Juli 1987  | D        | Futura Volley               |
| Eva Hodanová                                          | 2   | 1,89 m | 18. Dez. 1993 | AA       | PVK Olymp Prag              |
| Julie Jášová                                          | 5   | 1,79 m | 14. Sep. 1987 | L        | VT Aurubis Hamburg          |
| Andrea Kossányiová                                    | 1   | 1,84 m | 6. Aug. 1993  | AA       | PVK Olymp Prag              |
| Michaela Mlejnková                                    | 20  | 1,84 m | 26. Juli 1996 | AA       | PVK Olymp Prag              |
| Michaela Monzoni                                      | 9   | 1,93 m | 18. Apr. 1984 | MB       | Lokomotiv Baku              |
| Kristýna Pastulová                                    | 3   | 1,97 m | 22. Okt. 1985 | MB       | Igtisadchi Baku             |
| Ivana Plchotová                                       | 17  | 1,91 m | 28. Okt. 1982 | MB       | Tauron MKS Dąbrowa Górnicza |
| Lucie Smutná                                          | 6   | 1,80 m | 14. Apr. 1991 | Z        | Slavia Prag                 |
| Tereza Vanžurová                                      | 13  | 1,83 m | 4. Apr. 1991  | D        |                             |
| Pavla Vincourová                                      | 18  | 1,82 m | 12. Nov. 1992 | Z        | VK Prostějov                |
| Trainer: Carlo Parisi , Co-Trainer: Lucie Václavíková |     |        |               |          |                             |